# 광산 나들목
광산 나들목(Gwangsan IC)은 광주광역시 광산구 월계동과 도천동에 걸쳐 있는 호남고속도로의 15번 교차로이다. 광주 시내 (광산구, 북구 일대), 첨단산업단지, 하남산업단지 등지로 진출할 수 있다.

## 연혁
- 1973년 11월 14일 : 호남고속도로 전주 ~ 순천 구간 개통과 함께 통행 개시[1]

## 구조물 정보
- 위치: 광주광역시 광산구 월계동, 도천동

## 접속하는 도로
- 국도 제13호선 (사암로, 첨단과기로)
- 국도 제1호선 (북문대로)